# Maddix

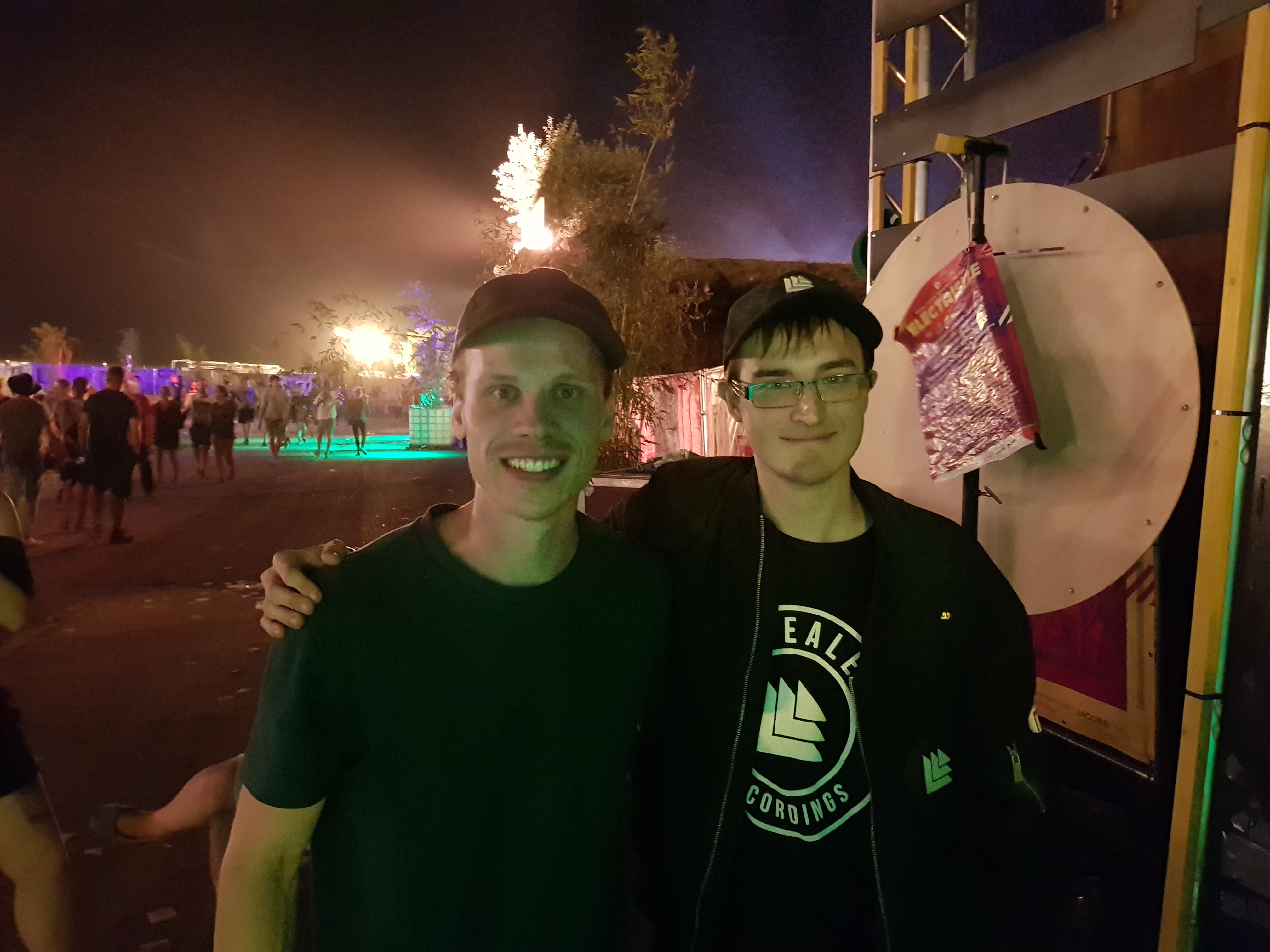
Maddix (links) nach einem Auftritt beim Parookaville 2018

Maddix (bürgerlich: Pablo Rindt; * 3. Dezember 1990) ist ein niederländischer DJ und Musikproduzent aus Eindhoven. Seine Lieder werden regelmäßig auf den größten EDM-Festivals weltweit gespielt, womit er als wichtiger Vertreter im Bereich Big-Room-Techno gilt. Er steht bei Revealed Recordings unter Vertrag, mit dessen Labelgründer Hardwell er ebenfalls schon kollaboriert hat.

## Werdegang

### Anfänge
Rindt wuchs musikalisch auf, so lernte er als Kind das Schlagzeug- und Klavierspielen. Im Alter von 15 Jahren entdeckte er Dance-Musik für sich. Ein Jahr später kaufte er sich FL Studio und fing an Musik selbst zu produzieren. Unter dem Namen Maddix veröffentlichte er fortan seine Produktionen auf kleineren Labels. Nebenbei spielte er als DJ in lokalen Bars. Während er 2013 an der University of the Arts in Utrecht studierte, wurden DJ-Stars wie Afrojack und Dimitri Vegas & Like Mike durch seine Free Releases auf ihn aufmerksam. Insbesondere seine Veröffentlichungen auf Armada Trice weckten das Interesse von Hardwell. Sein erster Release erfolgte im Jahr 2014 unter einem Sublabel von Spinnin’. Der Track Raise Em Up wurde von Dyro in seiner Radioshow Wolv Radio gespielt. Mit weiteren Bootlegs zu Calvin Harris, Dannic und Sick Individuals etablierte sich Maddix in der Szene.

### 2015–2020: Durchbruch & Zusammenarbeit mit Revealed
Der internationale Durchbruch gelang Maddix 2015 mit dem Song Riptide. Dieser wurde von Ummet Ozcan auf der Tomorrowland Mainstage aufgeführt und war Bestandteil der Hardwell presents Revealed Vol. 6 Kompilation. Damit begann eine engere Zusammenarbeit mit Revealed Recordings: Weitere seiner Lieder wie Ghosts, Voltage und Invictus waren erfolgreiche Releases unter diesem Label. Mit der Kollaboration BANG erreichte er erstmals #1 der Beatport-Charts im Bereich Big-Room. Zu einer ersten Zusammenarbeit mit Hardwell kam es mit der Kollaboration Smash This Beat, welche im Juli 2017 auf der Hardwell & Friends EP #1 erschien. Die Solo-Single Trabanca konnte an den Erfolg anknüpfen und erreichte Rang #1 der Beatport-Charts. Das Lied war bis zu Hardwells Karriereunterbrechung fester Bestandteil seiner Liveshows. Maddix wird außerdem in den Credits zu Hardwells Introsong von 2018 Conquerors aufgeführt. Bei der dritten Zusammenarbeit der beiden handelt es sich um eine Neuinterpretation von Bella Ciao. Obwohl sie laut dem Fachmagazin Dance-Charts „wenig als Single“ und nur im Liveset geeignet sei, konnte die Nummer kommerziell überzeugen: Der Big-Room-Remix erreichte ebenfalls Rang #1 der Beatport-Charts und weist auf Spotify und Youtube jeweils ca. 100 Mio. Aufrufe auf. An dem von Hardwell regelmäßig live gespielten Bootleg zu Eminems Lose Yourself war Maddix ebenfalls beteiligt. Weitere Kollaborationen erschienen mit Joey Dale, Kill The Buzz, Timmy Trumpet, Will Sparks und Kriss Kiss. Seine Kollaboration mit Kaaze People Are Strange war Teil von dessen Album Dreamchild. 2020 war Follow Me gemeinsam mit SaberZ seine vierte Nummer-Eins-Platzierung auf Beatport.
Maddix mixte insgesamt 9 Ausgaben von Revealed Radio (#32, #85, #114, #130, #147, #167, #191, #222, #246) und zusammen mit Kaaze und Suyano die Sound of Revealed 2016. Er ist seit 2017 fester Line-Up-Bestandteil von Revealed-Bühnen auf großen Festivals wie Ultra Europe, Mysteryland und 7th Sunday. Am 11. August 2018 war er erstmals Headliner eines großen Festivals. Zusammen mit Kaaze, mit dem er vorher schon auf China-Tournee war, spielte er das Closing beim Lakedance Festival vor 20.000 Besuchern. Außerdem hatte er Auftritte beim Oldenbora, Electrisize und Parookaville. Seine Show beim World Club Dome gehörte für Dance-Charts zu den Höhepunkten des Festivals. Beim letztlich abgesagten Ultra Miami 2020 stand Maddix auf dem Line-Up.
Stilistisch gehörte Maddix bis dahin zu den klassischen Big-Room- und Progressive-House-Produzenten, der sich jedoch „durch seine sehr sauberen Produktionen von der Masse absetzt“. Das EDMHouseNetwork nennt ihn neben Maurice West und Olly James zu den bedeutenden Vertretern in der Zeit nach den frühen 2010er-Jahren dieses Genres.

### 2020 bis heute
Im Jahr 2020 vollzog Maddix einen Genrewechsel. War seine Musik bisher von BigRoom-Sounds dominiert, sind seine ab 2020 veröffentlichten Titel dem Techno zuzuordnen. Der Genrewechsel wurde mit der Veröffentlichung der Single Ecstasy eingeleitet.
Am 14. Oktober 2022 veröffentlichte Maddix die Single Heute Nacht, welche durch zahlreiche TikTok-Videos und Instagram-Reels Bekanntheit erlangte. Der Titel erreichte Platz 1 der Charts auf Beatport und wurde auf Spotify bereits mehr als eine Million Mal gestreamt. Im Jahr gründete er in Partnerschaft mit Revealed Recordings das Techno-Label Extatic (XTTC).

## Diskografie

### Singles
2014:
- Rampant
- Touching The Sky
- Anthems (mit New Knife Gang)
- Get Busy (mit Dirty Herz)

2015:
- Raise Em Up
- Riptide
- Ghosts

2016:
- Pulsar
- Lynx (mit Futuristic Polar Bears)
- Voltage (mit Jayden Jaxx)
- Dirty Bassline
- Invictus (mit Olly James)
- Game On
- Shake It (mit Joey Dale)
- Paradise (feat. Jenny Jordan)

2017:
- Trippin
- BANG (mit KEVU)
- Fauda  (mit Rivero)
- B.A.S.E (mit Kill The Buzz)
- Smash This Beat (mit Hardwell)
- Showdown (mit LoaX)
- Badman (mit Futuristic Polar Bears)
- The Underground
- Trabanca (mit Junior)
- Mantra

2018:
- Lose Control
- Soldier (mit KEVU feat. LePrince)
- Keep It Jackin
- Bella Ciao (mit Hardwell)
- The Prophecy (mit Timmy Trumpet)
- Mangalam (mit Will Sparks)
- Shuttin It Down (feat. Kriss Kiss)

2019:
- Zero
- The Omen
- Invincible (Till The Day We Die) (feat. Michael Jo)
- With Or Without You
- People Are Strange (mit KAAZE feat. Nino Lucarelli)
- Future Noise (mit KAAZE)

#### 2020
- Follow Me (mit SaberZ)
- Bad Meets Evil (feat. ANVY)
- Ecstasy
- Technology
- Existence
- Electric
- Tekno
- Tribe EP Vol. 1
  - Your Mind
  - The Rave
- Reality

#### 2021
- Activating
- Superheros
- In My Body
- Home
- Receive Life
- Acid Soul
- Space In Your Mind  (mit The Rocketman)
- PYDNA
- Different State
- State Of Mind

#### 2022
- The Formula
- Culture
- Purpose (mit Blasterjaxx)
- Ce Soir (Voulez-Vous)
- No Escape
- Heute Nacht
- Thrill (mit Linka und Gregor Potter)

#### 2023
- Take Me Away (mit Hardwell und 4 Strings)
- Raw Diamonds (feat. PNELOPE)
- Revolution (mit Hardwell und Timmy Trumpet)
- ACID (mit Hardwell, feat. Luciana)
- Close To You (mit KSHMR)
- My Gasoline (feat. Fēlēs)
- Hypnotizing (mit UMEK)
- 90s Bitch (mit The Rocketman)

#### 2024
- Spiritum (mit Vini Vici und Shibui)
- Open Sesame (Abracadabra) (feat. Leila K)